# Євроакція
Євроакція — це акція, яка розміщується одночасно на кількох національних фондових ринках міжнародним синдикатом фінансових установ, який продає їх за євровалюти. Євроакції одночасно котируються на внутрішньому і зовнішньому ринку. 
Ринок євроакцій з'явився в 1983 р. Євроакції продаються на євро- ринках, котируються у світових фінансових центрах (переважно в Лондоні), а доходи, отримувані за ними, не підлягають будь-якому національному оподаткуванню.
Ринок євроакцій характеризується збільшенням обсягів емісії, розширенням складу та кількості учасників, але його масштаби порівняно незначні (4—7 % сукупного обсягу емісій на євроринках цінних паперів).
Емісія євроакцій позитивно впливає на діяльність компанії, яка планує експорт на іноземні ринки та розвиток зарубіжного виробництва, оскільки вона стає широко відомою за кордоном, що сприяє просуванню її продукції на цьому ринку. Випуск євроакцій часто поліпшує кредитну репутацію фірми-емітента, що спрощує для неї доступ до інших ресурсів, а також є непрямою рекламою за кордоном.
Однак емісія євроакцій може бути ризикованою через можливість переходу контрольного пакету акцій компанії до акціонерів іншої країни.
Перше місце за обігом іноземних акцій належить Лондонській фондовій біржі. Серед 300 акцій, що найактивніше котируються на глобальних ринках євроакцій, акції Японії, США займають нижчі позиції, ніж акції Німеччини, Швеції, Нідерландів.